# Натура (альбом)
«Натура» — дев'ятий офіційний студійний альбом українського гурту «Скрябін», випущений 2003 року лейблом «Lavina Music».
Протягом 2003 року до щільної ротації музичного каналу «M1» потрапили кліпи на пісні «Мовчати», «Червоні колготки», «Спи собі сама», «Наш останній танець» та «Я сховаю тебе (Любов)».
Це останній студійний альбом «Скрябіна», над яким працював Сергій Гера — один з засновників колективу. Продюсером альбому був Лагутенко Ілля.
Альбом було двічі перевидано — у 2010 у форматі CD, а також у 2021 році лейблом Moon Records на вінілі.

## Список композицій
| Стандартне видання        | Стандартне видання                          | Стандартне видання |
| #                         | Назва                                       | Тривалість         |
| ------------------------- | ------------------------------------------- | ------------------ |
| 1.                        | «Мовчати»                                   | 4:30               |
| 2.                        | «Червоні колготки»                          | 4:00               |
| 3.                        | «Відстань»                                  | 3:32               |
| 4.                        | «Спи собі сама»                             | 4:00               |
| 5.                        | «Давай з тобою займатися любов'ю» (Светрик) | 3:23               |
| 6.                        | «Я сховаю тебе» (Любов)                     | 3:23               |
| 7.                        | «ВодаВогонь»                                | 3:48               |
| 8.                        | «Дівчина Кончіта»                           | 3:34               |
| 9.                        | «Наш останній танець»                       | 3:50               |
| 10.                       | «Вдома одна»                                | 4:13               |
| 11.                       | «Просто МИ»                                 | 3:47               |
| Загальна тривалість 41:58 |                                             |                    |

## Музиканти
| - Андрій «Кузьма» Кузьменко — вокал, музика, тексти - Олексій «Зваля» Зволінський — гітари, аранжування - Саша Мельник — бас, фортепіано - Володя «Івнінг» Паршенко — барабани - Сергій «Сеня» Присяжний — гітари (live) - Саша Стрілковський — клавішні (live) - Ірина Білик — вокал (1) - Сергій «Шура» Гера — програмування, бек-вокал (6) - Андрій «Підлуж» Підлужний — бек-вокал, аранжування (1), (4) - Сергій «Доцик» Доценко — клавішні (1) - Сергій Добровольский — гітара (1) - Павло «Пікассо» Шевчук — клавішні (4) - Наріман Умеров — аранжування струнних (4) - Еміне Байрам-Алі — скрипки (4) | - Паша «Пікассо» Шевчук, студія «Paulane» (Євпаторія) - John Hudson, «Mayfair studios» (London), асистент Ben Bryant. - Сергій Добровольський, «Мама мюзік», (Київ) - Фотографія і монтаж — Вадим Найдюк - Комп'ютерна графіка — Олена Бойцова - Latout — Ігор Яремчук «yar.d studio» |